# Szarobrewka bagienna
Szarobrewka bagienna, pasówka bagienna (Melospiza georgiana) – gatunek małego ptaka z rodziny pasówek (Passerellidae). Występuje od Kanady poprzez większą część Stanów Zjednoczonych po Meksyk. Wędrowny. Niezagrożony wyginięciem.
Długość ciała wynosi 13–15 cm. Gatunek ten cechuje rudobrązowe upierzenie wierzchu głowy i grzbietu, poprzecinanego czarnymi pasami. Z wyjątkiem brązowej brwi, ciemnoszarych pokryw usznych oraz białawego kantarka – głowa i kark mają barwę szarą. Spód niemal biały, zaś boki i pokrywy podogonowe płowe do piaskowobrązowych. Lotki i sterówki czarniawo-kasztanowe.
Środowisko życia szarobrewki bagiennej stanowią mokradła, bagna i podmokłe łąki. Pożywienie zależnie od pory roku stanowią owady lub nasiona. Gniazdo w kształcie kubeczka, utworzone z trawy, mieści się często nad wodą, niekiedy w kępie traw. Jaja w liczbie 4–6 wysiaduje wyłącznie samica przez 13–15 dni. Młode po 11–13 dniach są gotowe, by opuścić gniazdo.

## Taksonomia
Gatunek opisał po raz pierwszy John Latham w roku 1790, w dziele Index Ornithologicus, Sive Systema Ornithologiae. Przydzielił szarobrewce bagiennej nazwę Fringilla georgiana. Za miejsce występowania, toteż i zebrania holotypu, wskazał środkową Georgię. Do rodzaju Melospiza gatunek przypisał Spencer Fullerton Baird w wydanym w 1858 roku dziele Reports of explorations and surveys. Zastosował jednak inną nazwę gatunkową, określając tę pasówkę jako Melospiza palustris i sugerując, jakoby lepiej byłoby pozostawić nazwę nadaną przez Alexandra Wilsona – Fringilla palustris. IOC oraz NACC akceptują gatunek pod nazwą Melospiza georgiana.

### Podgatunki
Wedle IOC wyróżniane są trzy podgatunki: M. g. ericrypta, nominatywny M. g. georgiana oraz M. g. nigrescens (szarobrewka atlantycka).
Takson nigrescens różni się od podgatunku nominatywnego ekologią, biologią lęgową i charakterem wędrówek. Holotyp tego podgatunku (dorosły samiec) znajduje się w Muzeum Historii Naturalnej w Waszyngtonie, oznaczony numerem 418565, zebrany został 24 czerwca 1950 w hrabstwie Wicomico, na bagnach rzeki Nanticoke River przez Gormana M. Bonda i Roberta E. Stewarta.
Holotyp podgatunku ericrypta, dorosłego samca, zebrał 6 maja 1921 roku J.A. Loring w Fort McMurray (Alberta). Podobnie jak u M. g. nigricens, znajduje się w posiadaniu Smithsonian Institution. Otrzymał numer 283543.

### Etymologia nazwy naukowej
Nazwa rodzajowa Melospiza pochodzi z greki od słów melo – pieśń, melodia – i spiza – zięba. Nazwa gatunkowa georgiana odnosi się do wspomnianej przez Lathama centralnej Georgii.

## Morfologia
Wymiary średnie
Całkowita długość ciała okazów wspomnianych przez Bairda waha się między 13,3 a 15,2 cm, zaś długość skrzydła 5,9–6,3 cm. Skok mierzy u podgatunku nominatywnego 19,5–23 mm długości, u ericrypta 18,5–22,5 mm, zaś u nigrescens ok. 19,5–24,5 mm. Osobniki z Muzeum Brytyjskiego mają sterówki długości 5,5–5,8 cm; dla ptaków z Nowego Jorsku, Pensylwanii i Wirginii Zachodniej przedział wynosi 55–63,5 mm, u pewnego osobnika z Massachusetts 53 mm. Dziób ma długość 8,1–8,8 mm, zaś autorzy Catalogue of Birds in the British Museum podają około 1,2 cm górnej krawędzi (culmen). Masa ciała wynosi 13,1–24 g.
Morfologia

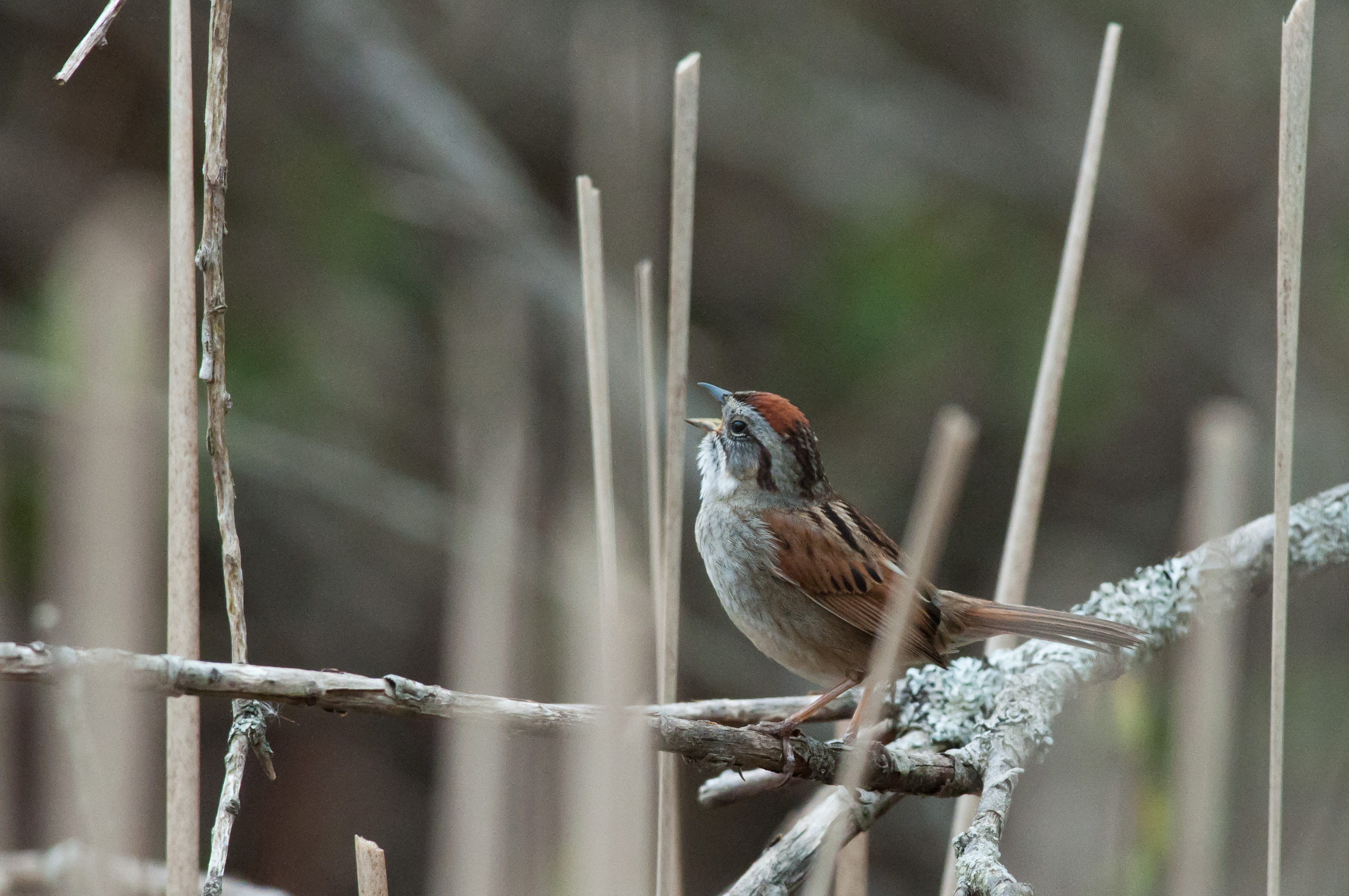
Samiec śpiewając siada na wyeksponowanej gałęzi i rozkłada ogon

Występuje dymorfizm płciowy. U dorosłego samca wierzch ciała w większości brązowy, wewnątrz piór obecne są czarne pasy, na obrzeżach natomiast jasnobrązowe. W górnej części grzbietu na piórach obwódki białe. Niższa część grzbietu i kuper jasnobrązowe, pióra w środku z czarnym paskiem, mniej lub bardziej widocznym. Na pokrywach skrzydłowych o barwie kasztanowej także wewnątrz widnieją czarne plamki, bardziej uwidocznione na pokrywach dużych, które niekiedy wieńczą białokremowe plamki. Czarne skrzydełko jest biało obrzeżone. Pokrywy lotek I rzędu, jak i lotki I rzędu brązowe, rudawo obrzeżone. Chorągiewki zewnętrzne lotek II rzędu kasztanowe; najbardziej wewnętrzne spośród tych lotek przechodzą w barwę czarną, na których kasztanowa barwa obrzeżenia od zewnętrznej strony przechodzi ku końcowi w białą. Pokrywy nadogonowe rdzawe, pokryte czarnymi pasami. Spośród szarobrązowych sterówek o rudych krawędziach jedynie środkową parę cechuje czarna barwa wokół stosiny. Czoło czarne z wąską, szaropłową linią. Jednolicie szary kark i tył szyi pokrywają czarne pasy. Kantarek biały, przechodzi za okiem w szeroką brew. Także za okiem obecne są białe pióra. Pokrywy uszne szarobrązowe z białymi stosinami. Policzki białawe, od oczu biegnie czarna kreska. Gardło, podobnie jak pierś i brzuch, czysto białe. Boki piersi o barwie płowej przecinają czarne paski. Na bokach ciała jak i pokrywach podogonowych obecna jest barwa piaskowobrązowa. Górna część dzioba ciemnobrązowa, natomiast dolna biaława z niebieskawym odcieniem. Tęczówki brązowe, nogi i stopy żółtobrązowe.
Samica nie różni się zbytnio od samca. Cechuje ją jedynie jaśniejsza dolna szczęka i żółte nogi, tęczówka tak samo brązowa. Wymiary nieznacznie mniejsze. Osobniki w szacie spoczynkowej (zimowej) pokrywają z wierzchu głowy czarne pasy, a upierzenie ogólnie jest ciemniejsze. Boki bardziej jednolicie piaskowobrązowe. U wielu osobników stwierdzono ciemnoszare pasy z tyłu karku; prawdopodobnie to młode w swej pierwszej dorosłej szacie. Podgatunek ericrypta wyróżnia jaśniejsze upierzenie i jasne kreskowanie na grzbiecie.
8 grudnia 1921 roku w Mount Pleasant (Karolina Południowa) Arthur T. Wayne odłowił niemal całkowicie albinotyczny – z wyjątkiem jednej sterówki i jednego pióra w zgięciu skrzydła – okaz szarobrewki bagiennej. Był to dorosły samiec, jak opisał autor: bardzo tłusty.

### Odmienność morfologicznaM. g. nigrescens
Osobniki opisane jako podgatunek nigrescens, włączany później często do georgiana, cechuje znacznie bardziej wyraziste czarne kreskowanie wierzchu ciała, a obrzeżenia ich grzbietowych piór są intensywniej szare. Początkowo na podstawie małej ilości okazów określono, że osobniki te mają nieznacznie większe wymiary. Badania, których wyniki opublikowano w roku 1990, przyniosły dalsze informacje dotyczące różnic między osobnikami podgatunku nominatywnego a opisanego jako nigricens. Dziób tego podgatunku cechuje się większymi wymiarami. Podobne zjawisko zachodzi u innych ptaków. Gdy bagiennik ostrosterny (Ammodramus caudacutus) i płowy (A. nelsoni) uznawane były jeszcze za jeden gatunek (jako A. caudatus), u podgatunku subvirgutus występował większy dziób niż u wewnątrzkontynentalnej populacji. U szarobrewki śpiewnej (M. melodia) podg. maxillaris występuje największy dziób spośród wszystkich podgatunków; forma ta zasiedla okolice Zatoki Suisun, a więc obszar poza interiorem kontynentu. Również u podgatunków rostratus i beldingi bagiennika żółtobrewego (Passerculus sandwichensis) dziób jest duży w porównaniu do innych podgatunków. Wykazano także, że dziób pod względem objętości największy jest u nigrescens – objętości dzioba między 210 a 300 mm³ występują tylko u tego podgatunku; zaobserwowano również zależność, że im większa objętość dzioba, tym mniej rudej barwy w upierzeniu wierzchu głowy – w wymienionych badaniach osobniki z mniej niż 70% barwy rudej z wierzchu głowy należały tylko do podgatunku nigrescens.
Barwa rdzawa u nigrescens zastąpiona jest szarawą. Jest to częsta różnica między zasiedlającymi słodkowodne bagna wróblowymi a wróblowymi z bagien słonawych. U bagiennika żółtoczelnego (A. maritimus), występującego u wybrzeży, obecne jest mniej barwy rdzawej niż u innych przedstawicieli Ammodramus. U wspomnianej pasówki obrożnej trzy podgatunki zamieszkujące bagna słonawe cechują się mniejszą ilością barwy rdzawej i szarszym lub czarniejszym upierzeniem. Przykład podobnego zjawiska występuje także poza wróblowymi – wodnik królewski (Rallus elegans) posiada więcej rudej barwy niż osiadły na wybrzeżach wodnik długodzioby (R. longirostris).
Szarobrewka bagienna podgatunku nigriscens obserwowana była na stojących bagnach i połaciach błota – prawdopodobnie mniejsza ilość barwy rdzawej zapewnia lepsze zlanie się ptaka z otoczeniem. Ciemniejsze upierzenie nie może być wyjaśnione regułą Glogera, ponieważ każdy z podgatunków występuje w wilgotnym środowisku. Pojawiło się także inne wyjaśnienie, jakoby ciemniejsza barwa piór miała chronić szarobrewki podgatunku nigrescens przed laseczkami (głównie Bacillus licheniformis), odpornymi na duże zasolenie i wpływającymi niszcząco na upierzenie. Na podstawie badań osobników z zatoki Delaware (zasolenie 10–15 ppt; nigrescens) i Maryland (zasolenie 0 ppt; georgiana) stwierdzono większą obecność Bacillus i w ogóle mikroorganizmów u nigrescens. Dzięki znoszeniu dużego zasolenia Bacillus nie mają wielu konkurentów w słonych środowiskach, przez co mogą efektywniej zwiększać swoją populację. Prawdopodobnie melanizacja zaszła u omawianego podgatunku celem ochrony upierzenia.

## Zasięg występowania

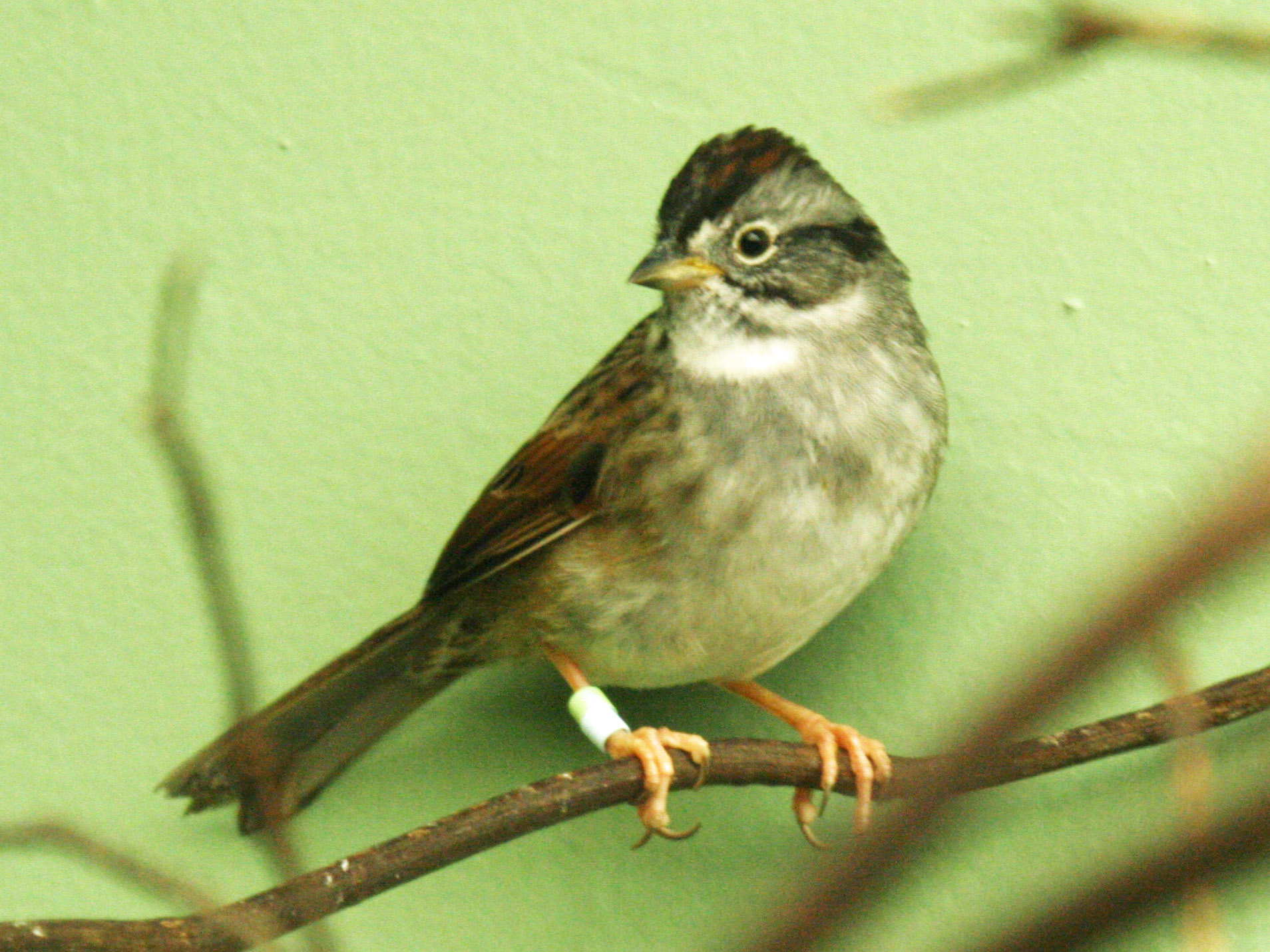
Podgatunek M. g. nigrescens, nazwany w języku angielskim Coastal Swamp Sparrow, cechuje mniejsza ilość barwy rdzawej na głowie

Szarobrewka bagienna posiada bardzo duży zasięg występowania; same obszary lęgowe lub miejsca, gdzie ptaki są osiadłe pokrywają 4,07 mln km². Wędrowny. Osobniki podgatunku nominatywnego gnieżdżą się od wschodniej Dakoty Południowej na wschód do południowo-wschodniej Kanady (Wyspa Księcia Edwarda i Nowa Szkocja) oraz na południe do wschodniej Nebraski, północnego Missouri, Illinois, Ohio i Wirginii Zachodniej. Osobniki nielęgowe (zimujące) przebywają na obszarze na południe od wymienionego, do południowego Teksasu oraz stanów skupionych wokół Zatoki Meksykańskiej.
Kanadyjska część obszarów lęgowych M. g. ericrypta rozciąga się od południowo-wschodniego systemu rzecznego Mackenzie do centralnego Quebec i Nowej Fundlandii, wraz z południową i południowo-wschodnią Kolumbią Brytyjską, centralną Albertą, południowym Saskatchewan, zachodnim Ontario i południowo-wschodnim Quebec. Dalej na południe w Stanach Zjednoczonych zasiedla obszar do wschodniej Dakoty Północnej i północnej Minnesoty. Zimuje od skrajnie południowo-zachodniej Kanady: od południowej Wyspy Vancouver do centralno-zachodniej Kalifornii i centralnej Nevady, także od wschodniego Teksasu do południowej Georgi i północno-wschodniej Florydy. W Meksyku w stanach Sonora i Chihuahua, Coahuila i Tamaulipas na południe do Durango, Jalisco, San Luis Potosí oraz Veracruz.
Podgatunek nigrescens ma swoje obszary lęgowe na wschodnich wybrzeżach USA – od New Jersey na południe do południowo-wschodniego Maryland. Osobniki tego podgatunku początkowo uznano za nieodbywające wędrówek; do roku 1990 zostało ustalone, że migrują, jednak nie jest znane miejsce docelowe wędrówki. Do roku 2011 (roku wydania 16. tomu HBW) obszar zimowania pozostał nadal nieznany.
Szarobrewka bagienna opuszcza tereny lęgowe w Ontario w październiku, zaś w Maine już pod koniec września; niektóre osobniki pozostają do listopada.

### Biotop
Obszary lęgowe stanowią słodkowodne (w przypadku georgiana i ericrypta) bagna, trzęsawiska i mokradła, niekiedy podmokłe łąki; spotykany także w innych typach środowisk, np. zaroślach cyprysików (Chamaecyparis). Podgatunek nigrescens zamieszkuje nadbrzeżne, słonawe mokradła. Podczas gdy bagiennik żółtoczelny – sympatryczny wobec szarobrewki bagiennej – zamieszkuje na wybrzeżach zbiorowiska sitów (Juncus) i traw Spartina, tak szarobrewka preferuje skupienia Iva fructescens i Baccharis hamifolia. W Maryland gatunek został stwierdzony jako gniazdujący także na mokradłach porośniętych przez choiny (Tsuga). W Ohio zasiedla zbiorowiska roślinne Juncus-Scirpus, Decodon-Typha, Ilex mucronata-Alnus, Cephalanthus-Alnus i w skupiskach chamedafne północnej (Chamaedaphne calyculata).

## Behawior
Szarobrewka bagienna jest bardziej skrytym gatunkiem niż szarobrewka śpiewna, niechętnie opuszcza ukrycie. Zaniepokojona na gnieździe, raczej nie odfruwa, a wychodzi i po gałęziach oddala się. Czasem w trakcie żerowania brodzi w wodzie, zbierając nasiona i owady z jej powierzchni. Kość udowa i skokowa tego ptaka są proporcjonalnie dłuższe niż u szarobrewki śpiewnej. Doniesiono o osobniku w niewoli, który wolał zbierać nasiona z powierzchni wody w poidełku niż z przeznaczonego nań kubeczka. Poza migracjami rzadko przelatuje więcej niż 10 m. W locie porusza ogonem w górę i w dół. Obciążenie powierzchni skrzydeł wynosi 4,3 cm³/g – u kongenerycznej szarobrewki śpiewnej jest to 3,94 cm³/g.

### Głos
Zawołanie stanowi metaliczne chink lub chiip. Pieśń przypomina tę wykonywaną przez spizelę białobrewą (Spizella passerina), jednak jest mniej sucha, głośniejsza i bardziej zróżnicowana; brzmi jak łit-łit-łit-łit-łit. Odzywa się także zróżnicowanymi ćwierknięciami. Śpiewający samiec siada na wyeksponowanej gałęzi z rozłożonym ogonem. Niekiedy wykonuje pieśń w locie, lecąc kilka stóp (1 stopa ≈ 30,5 cm) nad ziemią, wydając z siebie krótkie, radosne i dość chaotyczne dźwięki inne od zwykłego, urywanego trylu. Pieśń wykonuje nawet po północy, a w trakcie jasnych nocy śpiewa równie intensywnie, co za dnia.

### Pożywienie

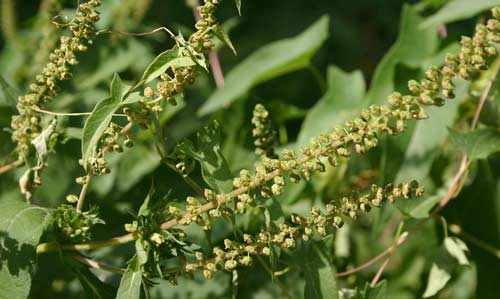
W okresie późnego lata i jesieni szarobrewka bagienna zmienia preferowane pożywienie na nasiona – także przedstawionej na zdjęciu ambrozji trójdzielnej (Ambrosia trifida)

Szarobrewka bagienna jest prawdopodobnie najbardziej owadożernym gatunkiem w rodzaju. Poskutkowało to zmniejszeniem czaszki jak i dzioba oraz objętościowo mięśni szczęk w stosunku do nasionożernej szarobrewki śpiewnej. Wedle publikacji z 1951 roku 55% diety stanowią owady zimą, zaś na wiosnę 88%. Pożywienie stanowią głównie chrząszcze, mrówkowate i inne błonkoskrzydłe (Hymenoptera), gąsienice i prostoskrzydłe (Orthoptera). Spośród chrząszczy, odnaleziono w żołądkach pancerzyki biegaczowatych (Carabidae) i ryjkowcowatych (Curculionidae). Późnym latem i jesienią ptak przechodzi na zjadanie ziaren, stanowiących wtedy 84–97% pokarmu. Są to nasiona głównie. ciborowatych, rdestów, prosa i werbeny. W żołądkach znajdywano także nasiona ambrozji trójdzielnej (Ambrosia trifida).

## Lęgi
W Ontario przybywa na lęgowiska w maju; jaja odnotowywano od środka maja do niemal końca czerwca. W Quebecu natomiast zniesienia stwierdzano od początku maja do początku czerwca. W Nowej Anglii pojawienie się na obszarach gniazdowania zauważano już w marcu – wraz ze śpiewem; najliczniej jednak przybywało w środku maja. W Minnesocie szarobrewki bagienne powracają na lęgowiska od początku kwietnia do końca maja. W Maine przybywa w środku lub pod koniec kwietnia. LeRoy C. Stegman zauważył, że w okresie wiosennym M. georgiana jest lżejsza niż na jesieni.
Wielkość terytorium, badana u wybrzeży Maryland, wynosi 0,4–0,5 ha. Gniazduje pojedynczo, niekiedy w sprzyjającym warunkach w pół-koloniach. Wedle Chandlera S. Robbinsa zagęszczenie (badane w Maryland) wynosi średnio 21 gniazd/par na 100 akrów. W Ohio współwystępuje z epoletnikami krasnoskrzydłymi (Agelaius phoeniceus) i wodnikiem błotnym (Rallus limicola) w zbiorowiskach Juncus-Scirpus; z wyżej wymienionymi i lasówką złotawą (Setophaga petechia) w zbiorowiskach Nemopanthus-Alnus; z szarobrewką śpiewną, czyżem złotawym (Carduelis tristis), drozdem wędrownym (Turdus migratorius), przedstawicielami Geothlypis, Tyrannus i empidonką wierzbową (Empidonax traillii) w zbiorowiskach Cephalantus-Alnus oraz z Geothlypis i szarobrewką śpiewną w zaroślach chamedafne północnej.
Samica sama buduje gniazdo. Może się ono mieścić się zarówno na ziemi, jak i nad nią. „Naziemne” gniazda zbudowane są w kępie trawy – np. turzyc (Carex) lub pałki. Umieszczone mogą być również na krzewie nad wodą – na wysokości określonej jako osiągalnej przez stanięcie w łódce. Gniazdo nieco mniejsze niż u innych gatunków rodzaju Melaspiza. Zewnętrzna jego średnica wynosi około 10 cm, głębokość 4 cm. Zewnętrzna warstwa spleciona jest z różnych typowo mokradłowych roślin, zaś warstwa wewnętrzna z cieńszych źdźbeł traw – niekiedy jeszcze świeżych.
Jaja szarobrewki bagiennej przypominają jaja szarobrewki śpiewnej. Składane są w liczbie 4–6, niekiedy 3; u podgatunku nigrescens zniesienie jest mniejsze i liczy 2–4 jaja – mało jak na rodzaj Melospiza. Jaja M. georgiana różnią się od należących do M. melodia zagęszczonymi szczególnie w jednym miejscu plamami, nachodzącymi na siebie. Na niebieskawym lub szarobiałym tle znajdują się czerwonobrązowe plamki. Jaja mierzą około 18–20,5 na 14,2–14,7 mm, średnio (n=50) 19,4×14,6 mm. Ich masa to 1,85–2,25 grama. Składane są jedno na dzień, aż zniesienie nie jest kompletne. Inkubacja trwa 12–15 dni, wysiaduje jedynie samica.
Świeżo wyklute młode (dane ze sztucznie inkubowanych jaj) ważą średnio 1,46 g; nie mają otwartych oczu. Wnętrze ich dzioba ma barwę różową z wyraziście żółtymi obrzeżeniami. Żebrząc o pokarm, nie wydają dźwięków. Cechuje je bardzo cienka skóra – naczynia krwionośne i wnętrzności na brzuchu są widoczne. Występuje ząb jajowy długości 1 mm. Miejsca, gdzie wyrosną lotki, wyraźnie widoczne po obecnym pigmencie. Z czasem krawędzie dzioba stają się jaskrawopomarańczowe z żółtymi obrzeżeniami. Puch na spodzie ciała czarnobrązowy. Spędzają w gnieździe 11-13 dni. Osobniki z wybrzeży, które cechuje mniejsze zniesienie, rzadziej przebywają w pobliżu gniazda (ułatwiają wtedy zlokalizowanie go). Dzieje się tak niezależnie od stadium rozwoju młodych lub jaj. Reagują silniej na drapieżnika niż wewnątrzkontynentalne ptaki.
Osobniki w szacie młodocianej z wierzchu cynamonowobrązowe, kasztanowe na wierzchu głowy, czarno paskowane. Brew oliwkowoszara, szaro plamkowana. Skrzydła i sterówki czarne, szeroko kasztanowo obrzeżone. Od spodu płowożółty, wyraźnie płowy po bokach brody, w niższej części gardła, na bokach i w okolicy kloaki. Z wyjątkiem brody i środkowej części brzucha występuje czarne paskowanie. Dziób i nogi różowopłowe, przechodzące potem w szarawe, następnie brązowe.
Przyczyny niepowodzeń w lęgach
Starzyk brunatnogłowy (Molothrus ater) niezbyt często pasożytuje na M. georgiana. Jako że gniazdo często mieści się nad wodą, młode po swoim pierwszym locie wpadając do wody są zjadane przez większe żaby, żółwie lub ryby. W 2006 poddano badaniu populacje z wybrzeży oraz interioru. U populacji gnieżdżącej się na słonawych mokradłach wybrzeży za 79% niepowodzeń w wyprowadzeniu lęgu odpowiadało drapieżnictwo (228 gniazd), za 14% zalanie gniazda (40 gniazd), zaś za pozostałe 7% (20 gniazd) porzucenie lęgu lub nieznane przyczyny. U populacji wewnątrzkontynentalnej 98% niepowodzeń w lęgu spowodowało splądrowanie gniazda przez drapieżnika (62 gniazda). Pozostałe jedno zostało opuszczone, zalania nie stwierdzono.
Długość życia
Najdłużej żyjący zaobrączkowany osobnik przeżył co najmniej 7 lat i 9 miesięcy.

## Pasożyty
Z szarobrewki bagiennej pozyskano roztocz Ptilonyssus japuibensis i P. morofskyi, także larwę pasożytującego na zającach kleszcza Haemaphysalis leporispalustris i przenoszącego boreliozę Ixodes scapularis.

## Status, zagrożenia
Przez IUCN szarobrewka bagienna została uznana za gatunek najmniejszej troski (LC, Least Concern). Populacja ma trend wzrostowy. W 2007 roku oszacowano, że przez ostatnie 40 lat populacja tego gatunku wzrosła o 81,4%. M. georgiana nie służy za gatunek mogący częściowo zaważyć na utworzeniu ostoi ptaków IBA.
Głównym zagrożeniem środowiska szarobrewki bagiennej są zmiany poziomów wody, zarówno naturalne, jak i spowodowane przez człowieka. Jeśli gniazdo mieści się kilka cali nad wodą, taka zmiana może spowodować zatopienie się gniazda oraz jego ewentualnej zawartości. W latach 90. XIX w. stwierdzono ślady szarobrewki bagiennej w wypluwkach płomykówki (Tyto alba podg. pranticola); spośród 1821 zdobyczy 4 stanowiła M. georgiana. Na podstawie badań ptaków obrączkowanych znalezionych martwych dowiedziono również drapieżnictwa ze strony psów, kotów, dzierzb i gryzoni oraz śmierć w wyniku zderzeń z samochodem lub przez warunki pogodowe.